# Милосердный рыцарь святого града
Милосердный рыцарь святого града (фр. Chevalier bienfaisant de la Cité sainte) или CBCS — степень в Исправленном шотландском уставе, введённая Жаном-Батистом Виллермозом в ходе реформирования Устава строгого соблюдения в 1778—1782 годах.

## История появления степени

### Барон фон Хунд и Устав Строгого соблюдения

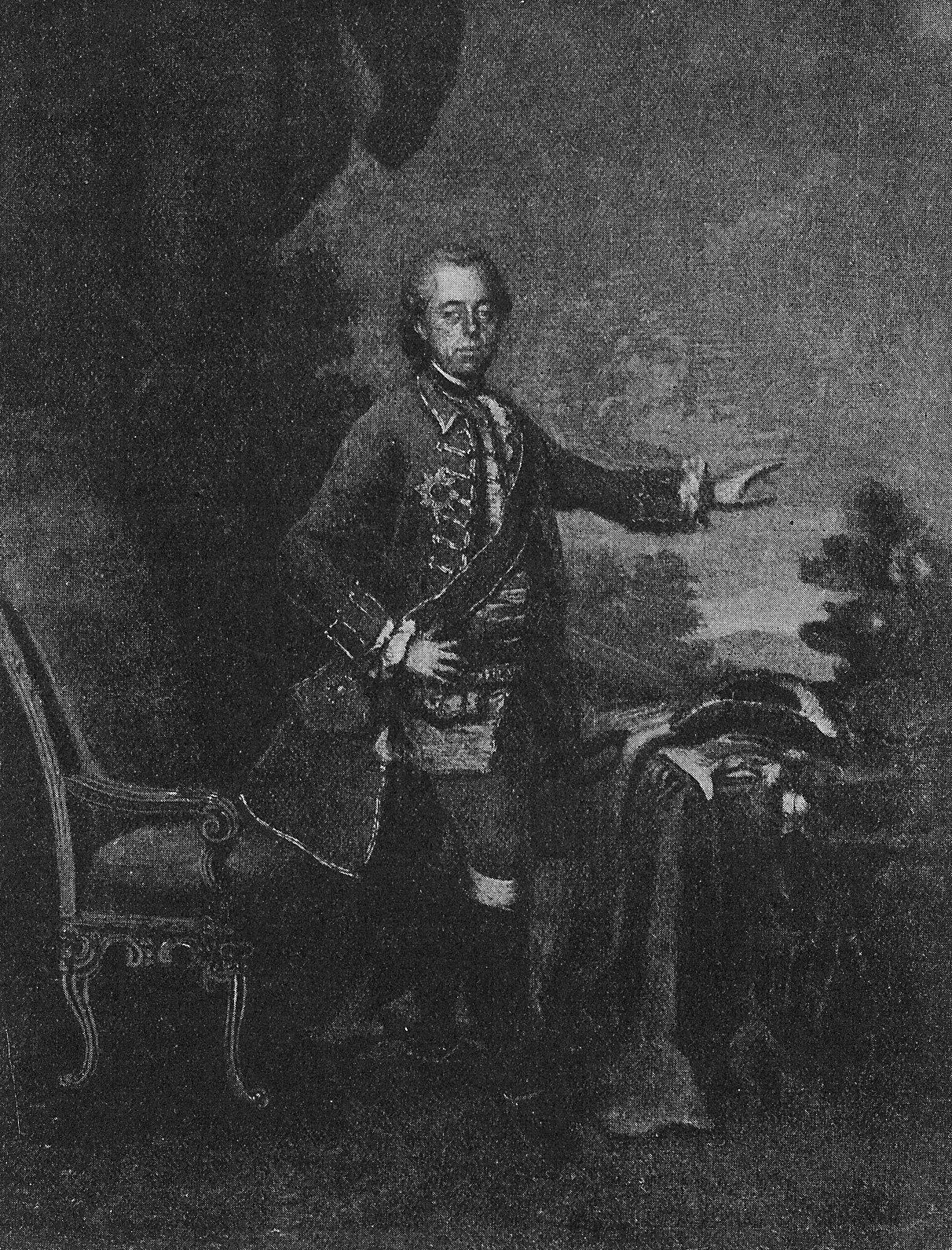
Карл Готтхельф фон Хунд

Барон Карл Готхельф фон Хунд (1722—1776) ввёл новый Шотландский устав в Германии, который он переименовал в «Исправленное масонство», а после 1764 года в «Строгое соблюдение», ссылаясь на английскую систему масонства, как на «Позднее соблюдение».
Устав обратился к немецкой национальной идее для привлечения людей не дворянского происхождения, которые, как утверждалось позже, управляются «высшими неизвестными». Строгое соблюдение концентрировало своё внимание на реформе масонства, и с особым упором на ликвидацию оккультных наук, которые в то время широко практиковались во многих ложах. Это делалось для создания сплоченности и однородности в масонстве через соблюдение строгой дисциплины и регуляции функций.
Несмотря на свою начальную популярность, росло недовольство среди членов устава. Из-за посвящённых в тайны высших неизвестных («вознесенных мастеров», которые как позже утверждалось, были жрецами тамплиеров) недовольство и проявилось, что и привело «Устав строгого соблюдения» к тому, что он прекратил свои работы и распался в 1782 году.
Причиной по которой пресёкся «Устав Строгого соблюдения» было ещё и то, что на него обратили внимание многие масоны различных масонских систем, как на устав не соответствующий заявленным масонским принципам и целям. Форма управления орденом была весьма иллюзорна и непрозрачна и концентрировалась вокруг высших неизвестных, которые никогда не существовали, а всё, что от их лица передавалось, было плодом фантазий самого Карла фон Хунда.

### Исправленный шотландский устав
Главным теоретиком и разработчиком «Исправленного шотландского устава» (ИШУ) был Жан-Батист Виллермоз. Этот известный масон осуществил лионские реформы французского филиала «Устава строгого (тамплиерского) соблюдения» на конвенте в Галлии в 1778 году. В новом уставе были задействованы элементы Устава Рыцарей-масонов избранных коэнов Вселенной и были убраны любые упоминания о тамплиерах.
Эволюция и трансформация ИШУ происходила на конвентах в Лионе, в 1778 году, и в Вильгельмсбаде, в 1782 году, что и привело к завершению оформления «Исправленного шотландского устава» в 1782 году.
На конвенте в Вильгельмсбаде «Устав Строгого соблюдения» окончательно прекратил своё существование.

### Устав Милосердных рыцарей святого града
Устав Милосердных рыцарей святого града являлся рыцарской системой Жана-Батиста Виллермоза.
CBCS — рыцарская ветвь традиции мартинизма, где соприкасаются рыцарство и мартинизм.
Цель CBCS — дать возможность рыцарям подражать Христу, и принять жизнь духовного рыцарства в качестве основания для всех духовных достижений. В дальнейшем личная работа по восстановлению утерянного состояния близости к Богу, работа рыцарей должна заключаться в благотворительном распространении света мартинизма в мире, с помощью благодетельных и бескорыстных поступков.
Таким образом, CBCS — рыцарская ветвь традиции мартинизма, бедных рыцарей Христа.
Изначальный создатель CBCS, Жан-Батист Виллермоз (1730—1824), был близким другом и учеником Мартинеса де Паскуалиса. Когда Дом Мартинес умер в 1774, учение его могло быть утеряно, и Виллермоз решил использовать масонство, как проводник для внутренней и тайной доктрины Ордена избранных коэнов.
Жан-Батист Виллермоз был прагматически настроенным человеком, блестящим последователем эзотеризма, и новатором. Его деятельность в масонстве имеет основополагающий и ученый характер, но за прошедшие столетия была печально забыта. Но история изображает его как горячо любящего правду рыцаря, борющегося с упадком тайных обществ и недостатком искреннего желания просвещения внутри них. Он уважаем не только за то, что он не дал пропасть мартинизму, учредив CBCS, но также и за то, что является действительным автором градуса розы и креста в масонстве, в ДПШУ.
Будучи энергичным архивариусом нескольких уставов, он содержал обширную коллекцию оригинальных материалов избранных коэнов, которые он ценил более всех остальных. Когда Виллермозу было 92 года, своему последнему студенту, барону Тюркхаймскому, он советовал сделать чтение «Трактата о реинтеграции существ» Дома Мартинеса первейшим и ежедневным предметом для изучения.
Чтобы разъяснить его наставления, стоит сказать, что Виллермоз был посвящён в высший градус старого ордена Паскуалиса, и таким образом он, в своём блестящем и вдохновенном стиле преобразовал их в подходящую форму рыцарской традиции, целью которой было практическое применение мартинизма в человеческом обществе.
CBCS изначально имел прочную связь с германским масонским уставом тамплиеров, Строгим соблюдением барона фон Хунда, в котором Жан-Батист Виллермоз получил право на реформацию градусов, чтобы заключить в него доктрину своего мастера. Устав был успешно реформирован и принят на Вильгельмсбадском конвенте в 1782 году.